# 莫扎特大街
莫扎特大街（Avenue Mozart）是巴黎十六区的一条街道。长1180米，宽20米。

## 位置
始于米埃特路或犬舍路（chaussée de la Muette）1-11号，止于让·德·拉封丹路（Rue Jean-de-La-Fontaine）110号、皮埃尔·盖兰路（Rue Pierre-Guérin）24号.
这条充满活力的购物街两旁都是悬铃木，有一个警察局和许多精品店。
莫扎特大街从普桑路（rue Poussin）到米埃特路单向行驶。
- 巴黎地铁9号线的雅斯曼站（Jasmin）、拉纳拉站（Ranelagh）和犬舍站（La Muette）;
- 法兰西岛大区快铁C线的布兰维利耶站（gare de Boulainvilliers）也在附近。

## 路名
道路得名于作曲家 沃尔夫冈·阿马德乌斯·莫扎特 (1756-1791).

## 历史
根据1867年3月2日的一项法令，这条路命名为“莫扎特路”（Rue Mozart）。勒旺森林路的原帕斯图雷之家（maison Pastouret）被毁。1794年，诗人安德烈·舍尼埃在那里被捕。
直到1896年，才完成了从米埃特路到勒旺森林路（rue Bois-Le-Vent）的部分。. 

## 建筑
- 1-5号
- 15号
- 21号
- 22号
- 28-28 b号 :莫扎特广场（square Mozart）
- 35号
- 35号
- 51号
- 56号
- 58号
- 62号

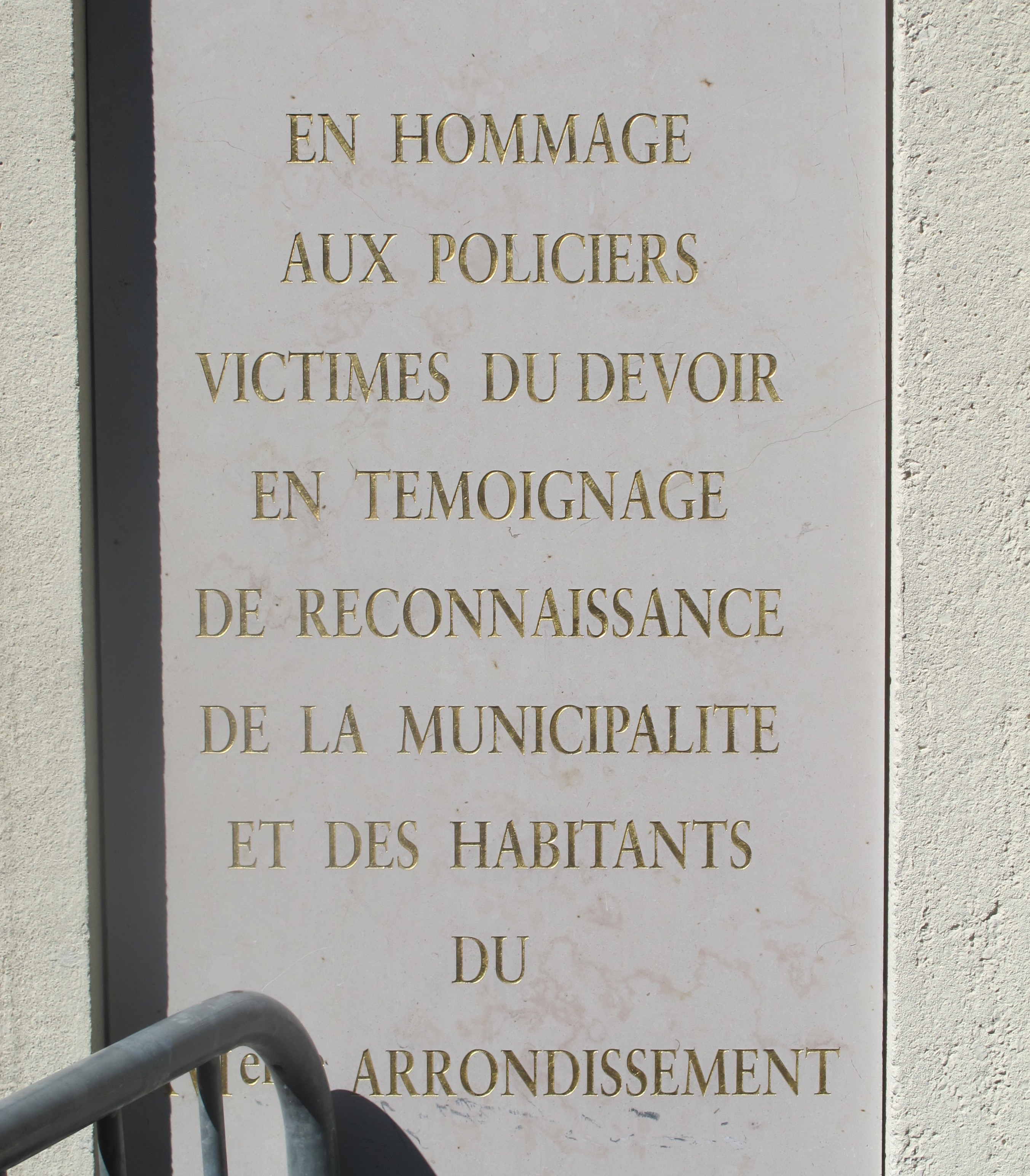
Plaque devant le commissariat.
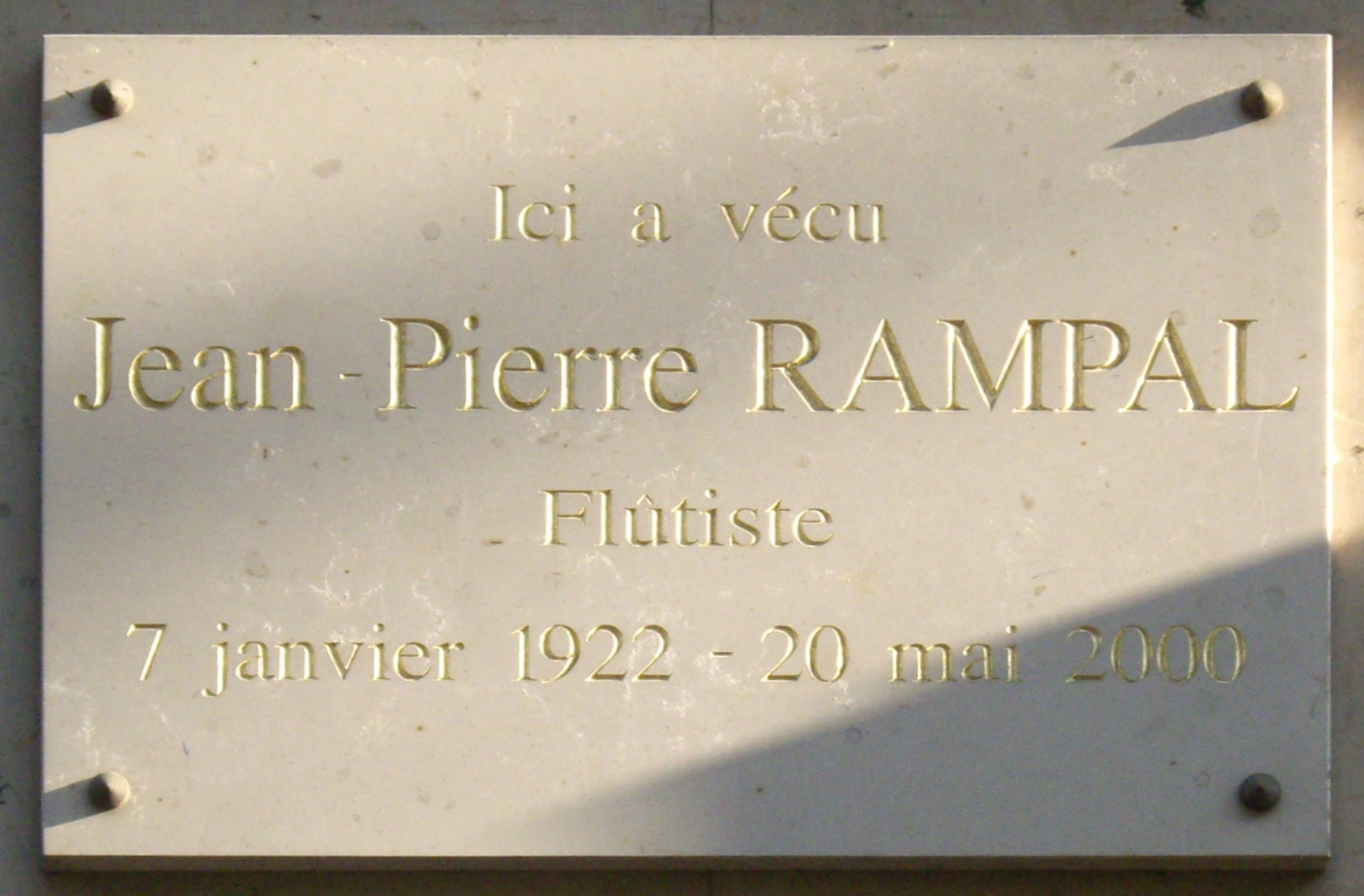
Plaque au no 15.
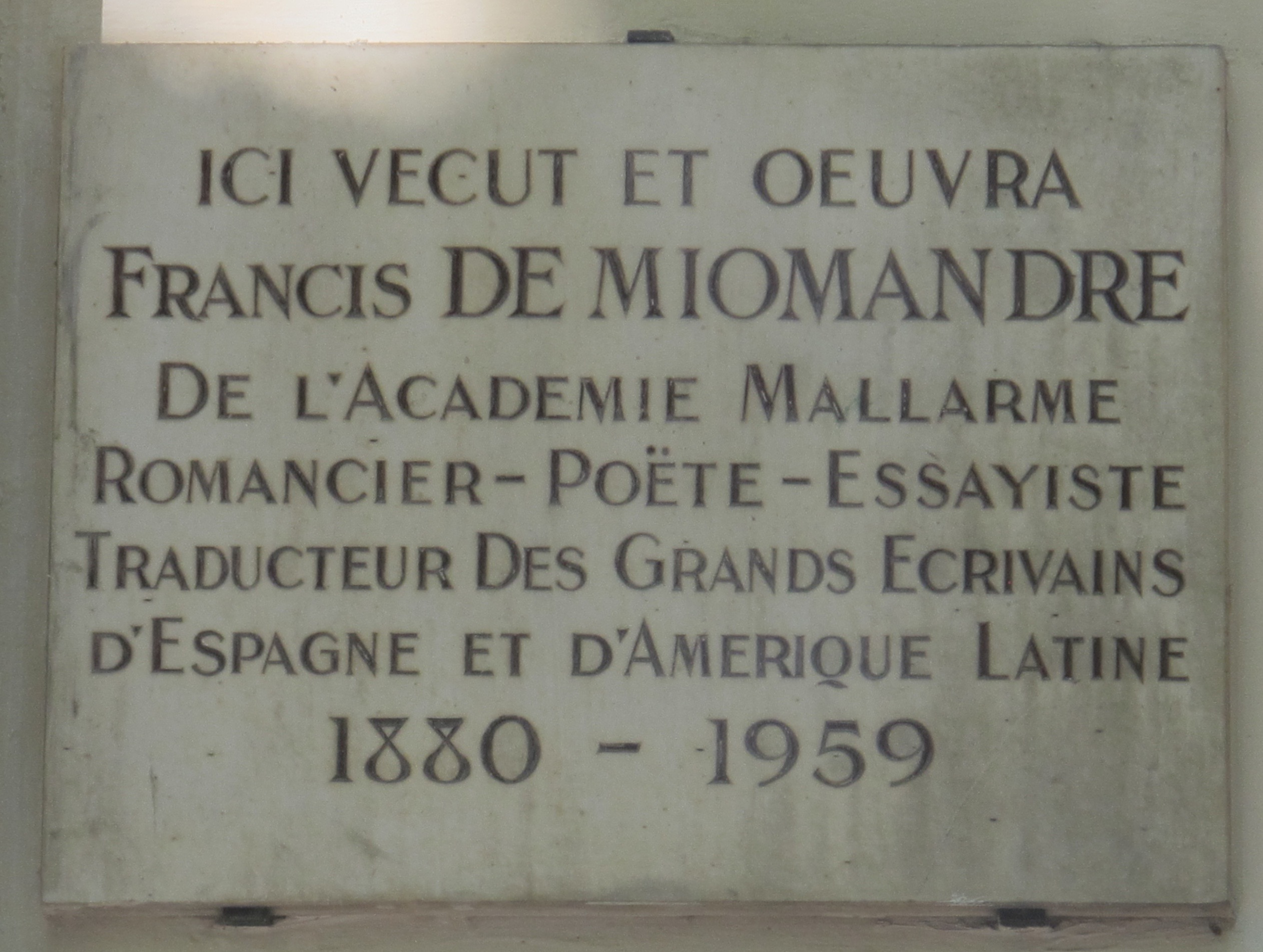
Plaque au no 56.
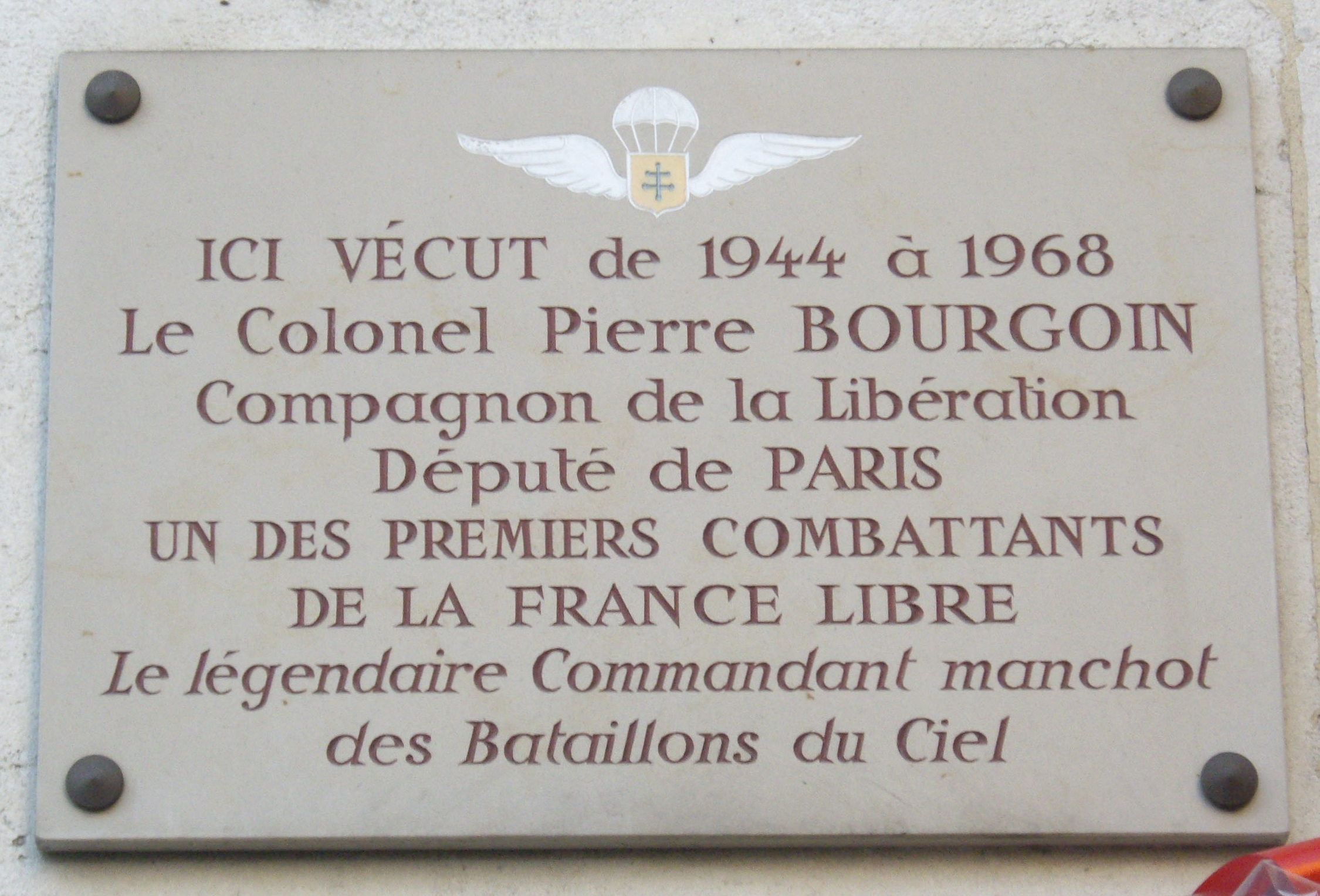
Plaque au no 68.
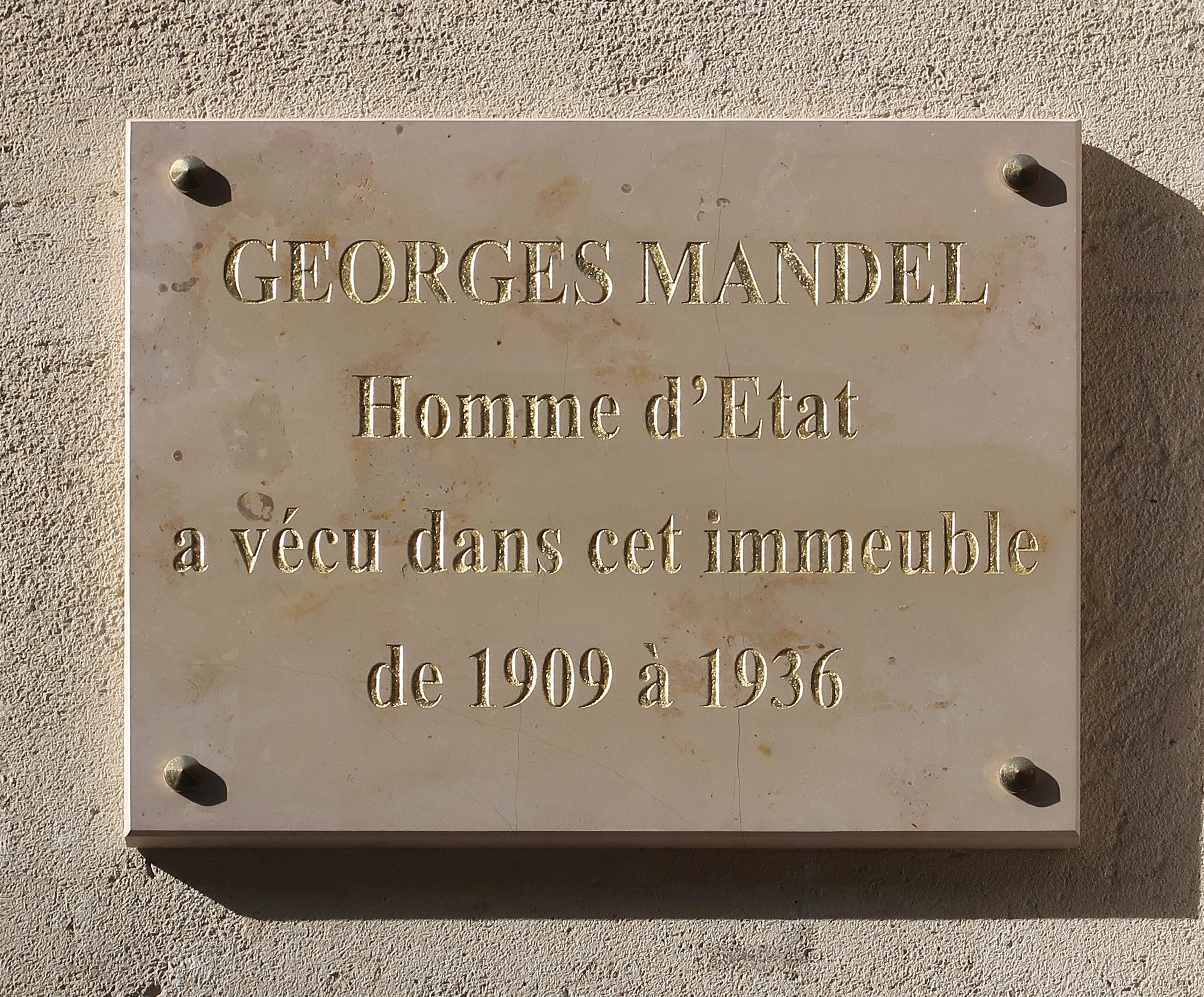
Plaque au no 72.
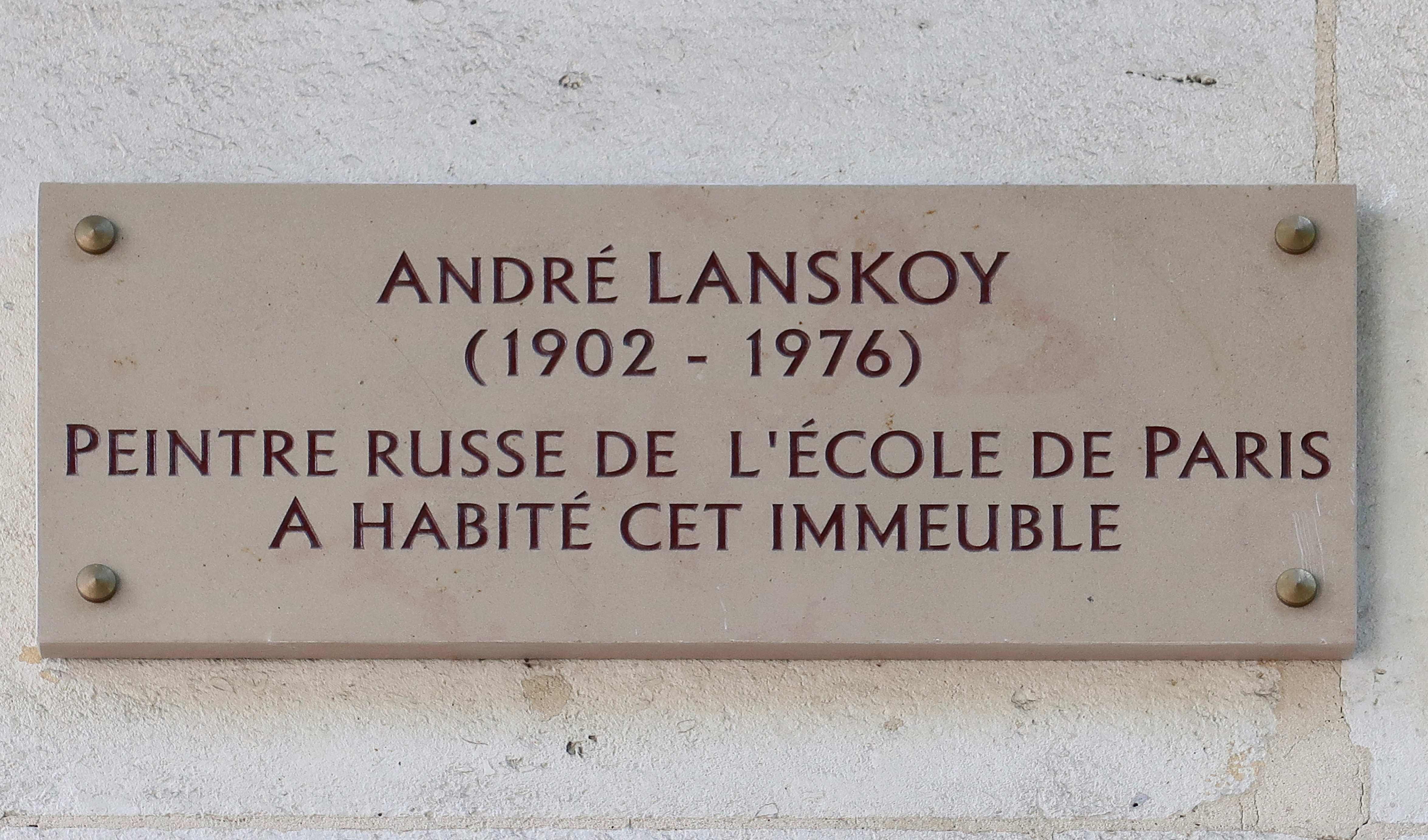
Plaque au no 78.
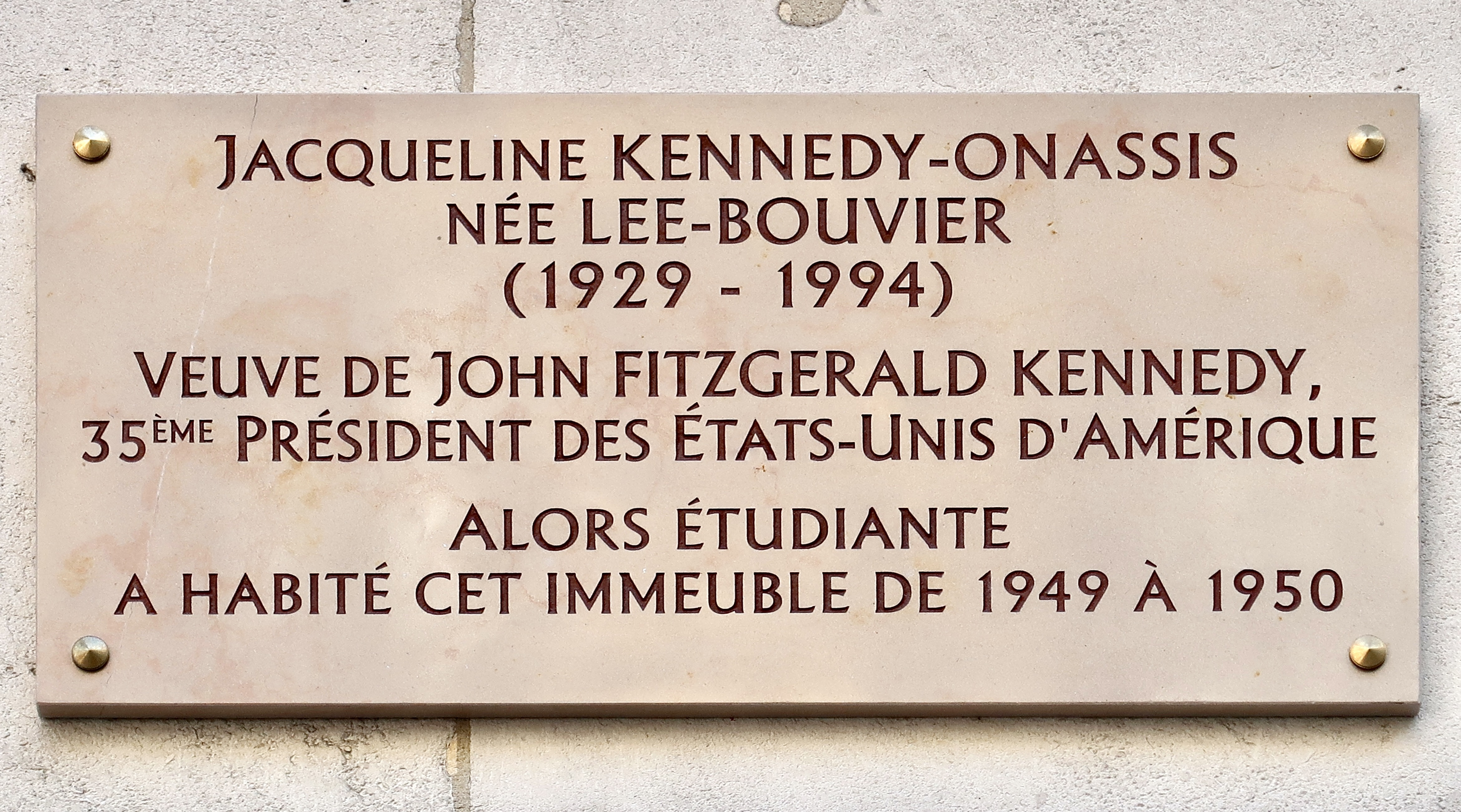
Plaque au no 78.
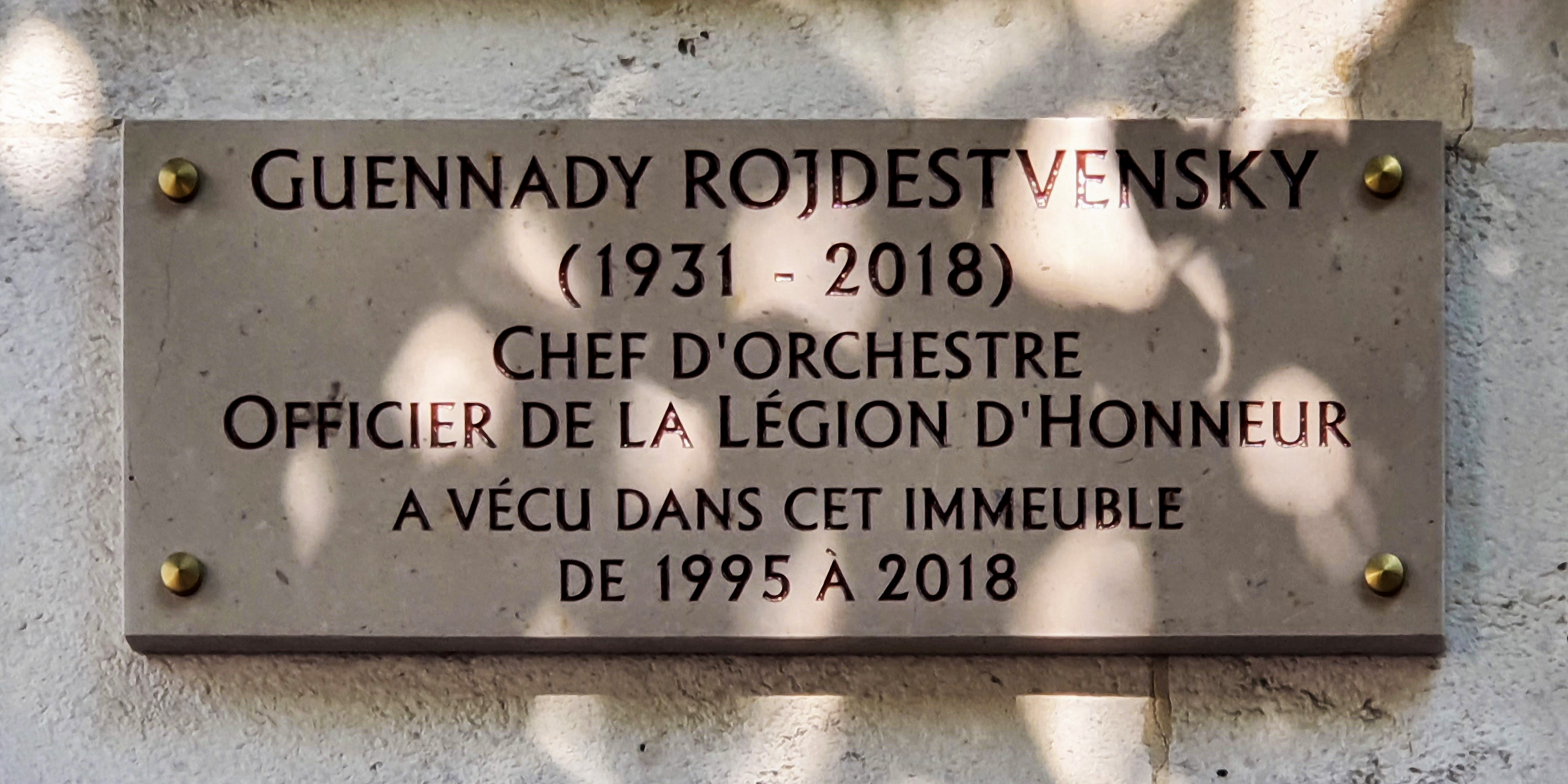
Plaque au no 78.

- 66号
- 72号
- 76-78号
- 78号
- 78号
- 78号 :
- 78号
- 101号
- 120号:
- 122号：吉玛公馆（Hôtel Guimard）; 建筑师艾克特·吉瑪的住所和工作室，新艺术运动风格, 1913年至1930年居住于此
- 123号